# Myxus capensis
Myxus capensis är en fiskart som först beskrevs av Valenciennes, 1836.  Myxus capensis ingår i släktet Myxus och familjen multfiskar. IUCN kategoriserar arten globalt som livskraftig. Inga underarter finns listade i Catalogue of Life.